# 螺洲溪
螺洲溪，位于中华人民共和国广东省珠海市斗门区莲洲镇境内，北起竹洲头，与石板沙水道相通，蜿蜒向西南，至粉洲沙仔尾，下接黄杨河，全长12千米。螺洲溪年径流主要是过境客水，河道弯曲系数1.05，主槽平均深5.4米，局部达20.2米，河宽220～330米，平均比降为0.09‰，总落差1.0米。流域内富水产资源。